# Лоде (станция)
Ло́де (латыш. Lode) — железнодорожная станция на линии Рига — Лугажи, ранее являвшейся частью Псково-Рижской железной дороги. Открыта в 1889 году, первоначально как разъезд. С 1920 до 1921 года станция носила название Лиепа.
Находится на территории Лиепской волости Приекульского края между путевым постом Янямуйжа, расстояние до которого — 7 км, и станцией Бале (9 км).
Рядом со станцией Лоде проходит региональная автодорога P20 Валмиера — Цесис — Драбеши. Также на станцию ведёт местная автодорога V296 станция Лоде — Яунрауна — Веселава.

## Движение поездов
По станции проходят пассажирские дизель-поезда 655Р, 656Р, 661Р, 662Р, 663Р, 664Р, 667Р и 668Р.